# Young (песня)
«Young» (с англ. — «молодые») — песня рэп-рок-группы Hollywood Undead, второй сингл и шестой трек с их дебютного альбома Swan Songs. Выход сингла состоялся после релиза альбома, 13 апреля 2009 года. В тот же день вышло и музыкальное видео, спродюсированное Кевином Керслейком.

## Исполнение
Композиция открывается припевом в исполнении Deuce (Арон Эрликман). Оба куплета исполняет Johnny 3 Tears (Джордж Рейган). Также во втором куплете присутствует J-Dog на бэк-вокале. Бридж вместе исполняют Johnny 3 Tears и Deuce, также подпевает Charlie Scene и Da Kurlzz, в нём также присутствуют детские голоса, которые также подпевают в последнем куплете.

## Обзор
Песня была написана в 2006 году под названием «Friend». В 2007 композиция, уже под новым названием, должна была стать седьмым треком в неизданном одноимённом альбоме группы.
Для альбома Swan Songs, релиз которого состоялся 2 сентября 2008 года, песня была перезаписана.
Обзорщик Брайан Рейдмейчер написал в обзоре журнала Rockeyes:

 Благодаря агрессии этот трек смог пробиться в чарты, и благодаря присутствию пения двух маленьких девочек эта песня показала класс. Под конец, когда две девочки стали петь строку «Till the angels save us all», у меня вниз по шее прошёл озноб. Оригинальный текст (англ.)It is aggressive yet has chart busting qualities and the addition of two young choir girls makes this song have class. Near the end of the track, you have the two girls singing “Till the angels save us all” and that sent chills down my neck.— Brian Rademacher 

## Видеоклип
В начале апреля 2009 года в сеть попала 7-секундная нарезка из видеоклипа на песню. Полная версия была выпущена 13 апреля 2009 года через iTunes, в один день с синглом.
В видеоклипе группа играет в закрытом помещении без окон и дверей, на стенах которого — фотографии масок, сделанных фанатами. Сюжет развивается вокруг оратора. В начале видео он выступает под звуки игры на классическом пианино. Он стоит на пьедестале, на фоне которого — красные плакаты с изображением гранаты, первой половины символа Hollywood Undead, означающией войну, неправильный выбор. Затем демонстрируется город, внимающий каждому слову говорящего. Но в некоторых местах можно заметить нарисованного краской голубя, означающего мир, свободу, верное решение и являющегося второй частью символа Dove and Grenade. В конце видео группа срывает изображения масок в помещении. Группа молодых людей направляется к оратору и вытесняет его. Johnny 3 Tears занимает его место на пьедестале, держа в руке микрофон фонографа.

## Список композиций
«Young» — это та песня, которая возведёт Hollywood Undead в ранг суперзвёзд.
| №  | Название | Длительность |
| -- | -------- | ------------ |
| 1. | «Young»  | 3:16         |

| №  | Название          | Длительность |
| -- | ----------------- | ------------ |
| 1. | «Young»           | 3:16         |
| 2. | «Young» (New Mix) | 3:15         |

## Позиции в чартах
| Название чарта             | Позиция |
| -------------------------- | ------- |
| Alternative Songs          | 34      |
| Hot Mainstream Rock Tracks | 28      |

## Участники
Hollywood Undead
- Deuce — вокал, бас-гитара, скриминг
- Johnny 3 Tears — вокал
- Charlie Scene — бэк-вокал, соло-гитара
- J-Dog — клавишные, синтезатор, бэк-вокал, ритм-гитара
- Da Kurlzz — ударные, бэк-вокал
- Funny Man[B]

Создатели
- Дон Гилмор — исполнительный продюсер
- Дэнни Лонер — продюсер
- Арон Эрличман — продюсер
- Бен Гросс — сведение

## Комментарии
- A.↑  Оригинальный текст: The track that will shoot Hollywood Undead to superstar status is “Young”.[1]
- B.↑  Funny Man участия в записи песни не принимал, но появился в клипе